# Рудолф I фон Зигмаринген
Рудолф I фон Зигмаринген-Шпитценберг (на немски: Rudolf von Sigmaringen-Spitzenberg; * Хелфенщайн; † сл. 1147) е господар на Зигмаринген-Шпитценберг (близо до Кухен) в Баден-Вюртемберг.

## Произход
Той е единственият син на Лудвиг фон Зигмаринген-Шпитценберг († сл. 1110). Линията Зигмаринген-Шпитценберг се създава чрез женитбата на дядо му Лудвиг I Стари фон Зигмаринген († 1083/1092) и Рихинца († сл. 1110), наследничка на Шпитценберг, дъщеря на Бертхолд I фон Церинген († 1078), херцог на Каринтия от 1061 до 1077 г. и маркграф на Верона.

## Фамилия
Рудолф I фон Зигмаринген се жени за Аделхайд († сл. 1147). Те имат децата:
- Лудвиг I (III/IV) фон Шпитценберг-Зигмаринген-Хелфенщайн († сл. 1200), граф на Хелфенщайн, женен за фон Хелфенщайн, дъщеря, наследничка на граф Еберхард II 'Млади' фон Хелфенщайн († сл. 1140/ок. 1170). Той е баща на граф Улрих I фон Хелфенщайн († сл. 1241), Бертхолд, епископ на Кур (1228 – 1233, убит), граф Готфрид II фон Хелфенщайн-Зигмаринген († 1241), Еберхард III фон Хелфенщайн († сл. 1229)[3]
- Готфрид фон Шпитценберг († 8 юли 1190), епископ на Регенсбург (1185 – 1186), епископ на Вюрцбург (1186 – 1190).
- Улрих фон Зигмаринген-Шпитценберг († сл. 1147)
- Уделхилт фон Зигмаринген († 28 ноември 11??)